# Hato Jobo
Bluäte o Cerro Mesa Arriba es una comunidad del distrito de Mironó en la comarca Ngäbe-Buglé, República de Panamá. La localidad tiene 1.393 habitantes (2010).